# 克利希俱乐部
克利希俱乐部（法語：Club de Clichy）是法国大革命时期的一个政党，活跃于1794年至1797年。该俱乐部的收入来源是贵族的捐款，如夏尔·莫里斯·德塔列朗-佩里戈尔、杰曼·德·斯戴尔和孔代亲王等人。

## 历史
克利希俱乐部是在马克西米连·罗伯斯庇尔于共和历二年热月九日（1794年7月27日）倒台后成立的。它得名于成员聚会的克利希路，而这条路向西又通往时尚的巴黎克利希区。俱乐部原先是由国民公会里被免职的议员组成，这些人大多在雅各宾专政时期坐过牢。在督政府时期，他们开始在右翼政治中起到越来越大的作用。成员们信奉温和的共和主义和君主主义，相信一个基于英国模式的君主立宪制才是法国最好的未来。克利希俱乐部的主要成员有弗朗索瓦·安托萬·德·沃吉·东格拉、让-夏尔·皮什格鲁和卡米爾·若爾當，还有皮埃尔·保罗·鲁瓦耶-科拉尔、紀堯姆-馬修·仲马和阿梅代·維洛特将军。随着1794年11月雅各宾派的垮台，左翼的危险便似乎消退了，温和派慢慢离开了克利希俱乐部，使得俱乐部蛰伏了几年。
在督政府时期，巴黎的沙龙开始在那些仍有积财的妇女的指导下再次举办—它在政治上被认为是那种“少有的能自由交流思想的避难所之一”的私人领域，且被历史学家认为是当公众领域并不自由时的一支政治力量。在表达政治观点这方面，克利希俱乐部的保皇党成员通过身穿黑色长马甲来表明他们对这个党派的忠诚。杰曼·德·斯戴尔试着在她的混合沙龙（salon mixte）中消除克利希俱乐部的保皇党人和与新政权结合更紧密的那些派别人士之间的社会和政治分歧，后者就比如与本杰明·康斯坦一起聚在榮勳宮的那派人或是夏尔·莫里斯·德塔列朗-佩里戈尔的小圈子。
在1797年国民公会216名中205名议员被选民拒绝选举一事后，（尽管还是有两名克利希党人得到了席位）克利希俱乐部的极端分子决意驱逐督政官并废除革命性的法律，尤其是那些直接针对回国的流亡分子和天主教会的法律，以此作为对维护督政府在公众舆论前迅速消失的力量的保守回应。
克利希俱乐部似乎能够通过新当选的议员们来控制五百人院。但分歧出现在由让-路易·吉尔伯特·德·莫里哀带领的80名保皇党党羽和马修·仲马身边的温和派之间，因为后者主张避免与五人督政府发生冲突。克利希俱乐部影响的巅峰出现在弗朗索瓦·巴泰勒米的选举中。
拿破仑对此的反应是一份对军队发布的谴责克利希俱乐部的通告。事情迅速发展，果月政变爆发。1797年9月3日，一个保皇党的阴谋被人揭露出来。第二天早上，与孔代亲王处于联系中的五百人院主席让-夏尔·皮什格鲁与一些保皇党人一起被捕。但是克利希俱乐部的其他人却很少有与路易十八和他的谋臣有过联系的。9月5日，被捕者们被流放到了圭亚那。新上台的党派迅速开始巩固自己的权力。它马上下令关闭并禁止了克利希俱乐部，虽然它并不愿将其他的私人沙龙—这些沙龙都处在警察的严密监控之下—也视为是政治组织，尽管督政府先前就禁止了这些“充满了政治问题的私人组织”。
在奴隶制上，身为克利希俱乐部核心的那些法国殖民地种植园主一致反对废奴主义，他们认为废奴对法国的殖民地有害无益。克利希俱乐部的公开声明通常会出现在右翼的报刊上，如闪电报（L'Éclair）、 真诚报（Le Véridique）、 夜间信使报（Le Messager du soir）和新政治报（Les nouvelles politiques）

## 选举结果
| 五百人院三分之一选举 |          |          |           |            |
| 选举年               | 总得票数 | 总得票率 | 席位      | 领袖       |
| 1795                 | 10800    | 36%      | 54 / 150  | 馬修·仲马  |
| 1797                 | 未知     | 59.3%    | 105 / 177 | 沃吉東格拉 |